# Anisodes pilibrachia
Anisodes pilibrachia là một loài bướm đêm trong họ Geometridae.